# Edward Stamp

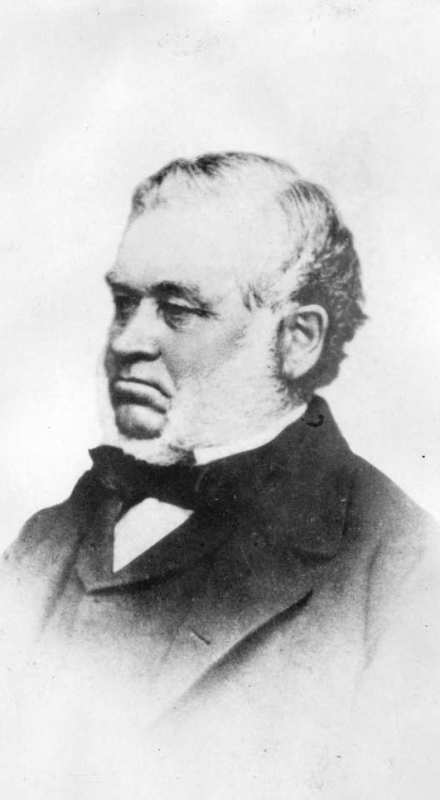
Edward Stamp, 1860er Jahre

Captain Edward Stamp (5. November 1814 – 20. Januar 1872) war ein englischer Seefahrer und Unternehmer, der zur frühen wirtschaftlichen Entwicklung von British Columbia und Vancouver Island beitrug. Geboren in Alnwick in Northumberland, diente Stamp 1854 als Kapitän eines Dampftransporters im Krimkrieg.

## Geschichte
Im Jahr 1865 gründete er die British Columbia and Vancouver Island Spar, Lumber and Saw Mill Company, um ein Sägewerk und Holzeinschlagsrechte am Burrard Inlet zu errichten. Das Unternehmen versuchte zunächst, das Werk am Brockton Point im heutigen Stanley Park anzusiedeln, aber die Küstenströmungen und ein nahe gelegenes Riff machten den Standort unpraktisch, so dass er etwa eine Meile weiter östlich, auf die Südseite der Bucht, verlegt wurde. Aufgrund verschiedener geschäftlicher Herausforderungen und vielleicht auch wegen seiner eigenen schwierigen Persönlichkeit endete Stamps Beziehung zum Unternehmen (und seine Führungsposition) am 2. Januar 1869. Im Jahr 1870 wurde die Mühle in Hastings Mill umbenannt und bildete den Grundstein für die Siedlung, aus der sich die Stadt Vancouver entwickelte.
Stamp machte eine kleine Karriere in der Politik und war in den Jahren 1867 und 1868 Mitglied im Legislative Council of British Columbia. Er starb in Turnham Green, Middlesex, am 20. Januar 1872.
Auf Vancouver Island wurde der Stamp River nach ihm benannt.